# Calotes chincollium
Calotes chincollium е вид влечуго от семейство Агамови (Agamidae). Видът не е застрашен от изчезване.

## Разпространение
Разпространен е в Мианмар.

## Описание
Популацията на вида е стабилна.